# Kędzierzyn (gmina)

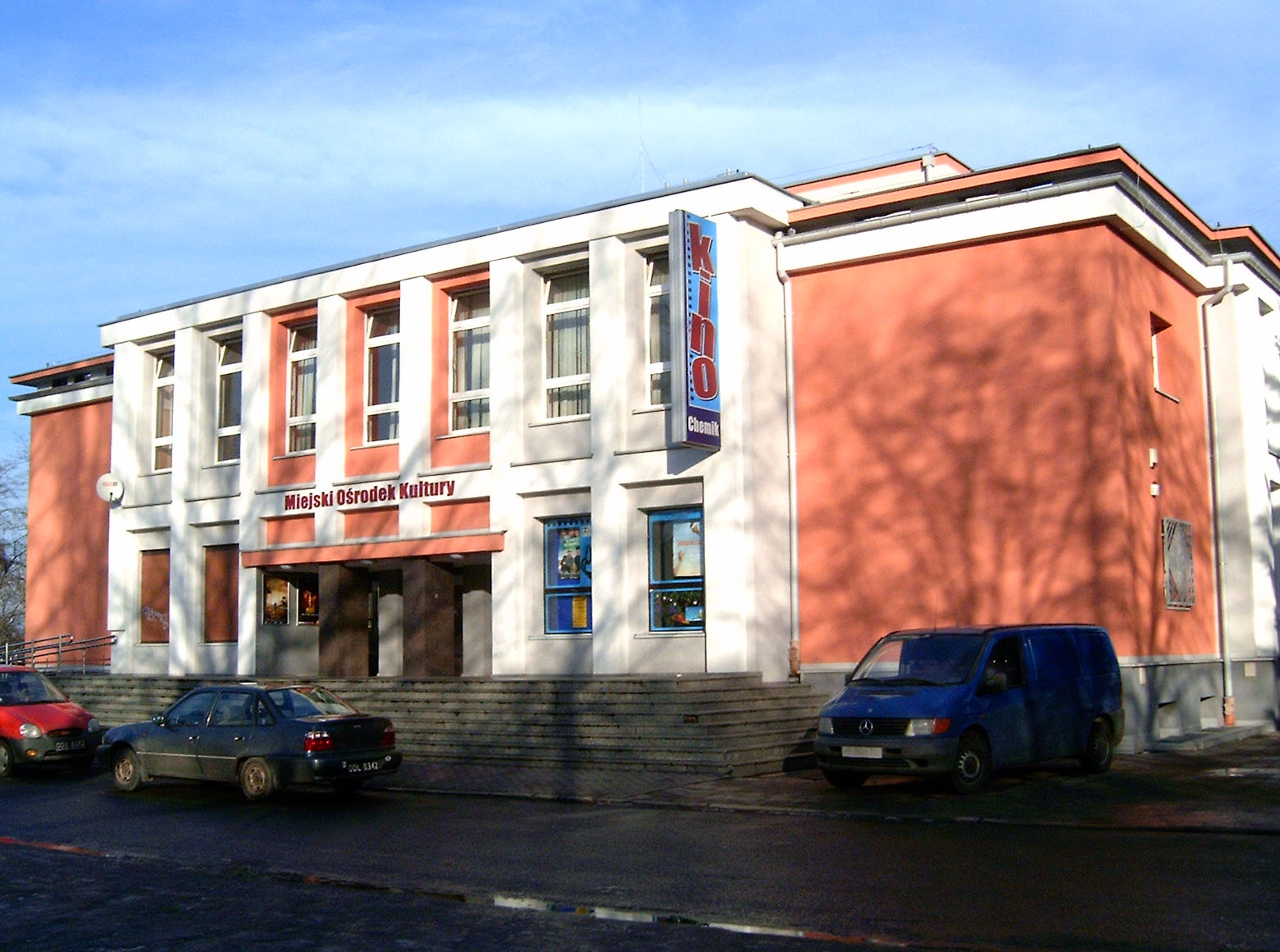
Dom Kultury w Kędzierzynie

Kędzierzyn – dawna gmina wiejska istniejąca w latach 1945–1951 w woj. śląskim i woj. opolskim (dzisiejsze woj. opolskie). Siedzibą władz gminy była wieś Kędzierzyn (od 1975 część Kędzierzyna-Koźla).
Gmina zbiorowa (o charakterze jednostkowym) Kędzierzyn powstała po II wojnie światowej (w grudniu 1945) w powiecie kozielskim na terenie tzw. Ziem Odzyskanych (tzw. I okręg administracyjny – Śląsk Opolski), powierzonym 18 marca 1945 administracji wojewody śląskiego, a z dniem 28 czerwca 1946 przyłączonym do woj. śląskiego (śląsko-dąbrowskiego).
Według stanu z 1 stycznia 1946 gmina składała się z samego Kędzierzyna i nie była podzielona na gromady. Gminy wiejskie w granicach jednej miejscowości (szczególnie na Śląsku Opolskim) były zjawiskiem rzadkim (inne przykłady gmin tego typu to gmina Gogolin I i gmina Zawadzkie (jedyne drugie w regionie), a także gmina Tarnogród, gmina Oleszyce, gmina Skępe i gmina Legionowo. 6 lipca 1950 zmieniono nazwę woj. śląskiego na katowickie; równocześnie gmina Kędzierzyn wraz z całym powiatem kozielskim weszła w skład nowo utworzonego woj. opolskiego.
Jako gmina wiejska jednostka przestała istnieć z dniem 12 marca 1951 wraz z nadaniem Kędzierzynowi praw miejskich i przekształceniem jednostki w gminę miejską.